# Гогланд
Гогланд (рус. Гогланд; фин. Suursaari; швед. Hogland) острво је у источном делу Финског залива Балтичког мора. Налази се на око 180 километара западно од Санкт Петербурга, на око 120 км југозападно од Виборга, 55 километара северно од обале Естоније и на око 40 километара јужно од финског града Котке. Административно острво припада Кингисепшком рејону Лењинградске области.
Површина острва је 21 км², максимална надморска висина до 176 метара. У близини Гогланда налазе се острва Виргини (10 км југозападно), острво Родшер (17 км југозападно) и Велики Тјутерс (на 18 км југоисточно). Према попису становништва из 2010. на острву је живело свега 47 становника, а највеће насеље је село Сур Сари.

## Географија
Острво Гогланд налази се у источном делу Финског залива Балтичког мора и са површином од 21 км² највеће је међу острвима у том делу акваторије Финског залива. Острво је издужено у смеру север-југ у дужини од 11 километара, док максимална ширина у смеру запад-исток достиже до 2,5 км. У физиономији острва јасно се издвајају 4 узвишења, а највише међу њима је брдо Лоунаткоркија (рус. Лоунаткоркия; фин. Lounatkorkia) на југу острва, са надморском висином од 176 метара. Преостали врхови (идући од севера ка југу) су Соколинаја гора (142 м), Мјакипљајус (126 м) и Похојскоркија (106 метара).
Геолошку основу острва чине гранити прекривени доста танким слојевима растреситог тла обраслог четинарским шумама. Обала је доста разуђена, а две највеће увале служе као природна пристаништа за мање бродове (на североистоку и на западу острва). Између узвишења налазе се плитке долине у којима се неретко налазе мање ујезерене површине.
На брду Мјакипљајус налази се геодетска кота која означава гогландски део Струвеовог геодетског лука. На острву се налазе и два светионика, један на северу (саграђен 1723), а други на крајњем југу острва (основан 1726).
Како се око острва налазе бројни плитки подводни гребени, воде око Гогланда се сматрају најопаснијим за пловидбу у том делу Финског залива.